# Gabriel Andrew Dirac
Gabriel Andrew Dirac (13. března 1925 Budapešť, Maďarsko – 20. července 1984 Arlesheim, Basilej-venkov, Švýcarsko) byl anglický matematik. Byl nevlastním synem Paula Diraca a synovcem Eugena Wignera. Zabýval se zejména teorií grafů.

## Profesní život
Gabriel Andrew Dirac vystudoval matematiku na University of London, kde také získal roku 1952 titul Ph.D. Disertační práci On the Colouring of Graphs: Combinatorial topology of Linear Comlexes vypracoval pod vedením Richarda Rada. Působil jako profesor na University of London, Aarhus Universitet (Dánsko) a Umeå universitet (Švédsko).